# Église de Kallavesi
L'église de Kallavesi (en finnois : Kallaveden kirkko) est une église en pierre située dans le quartier de Jynkkä à Kuopio en Finlande. 

## Description

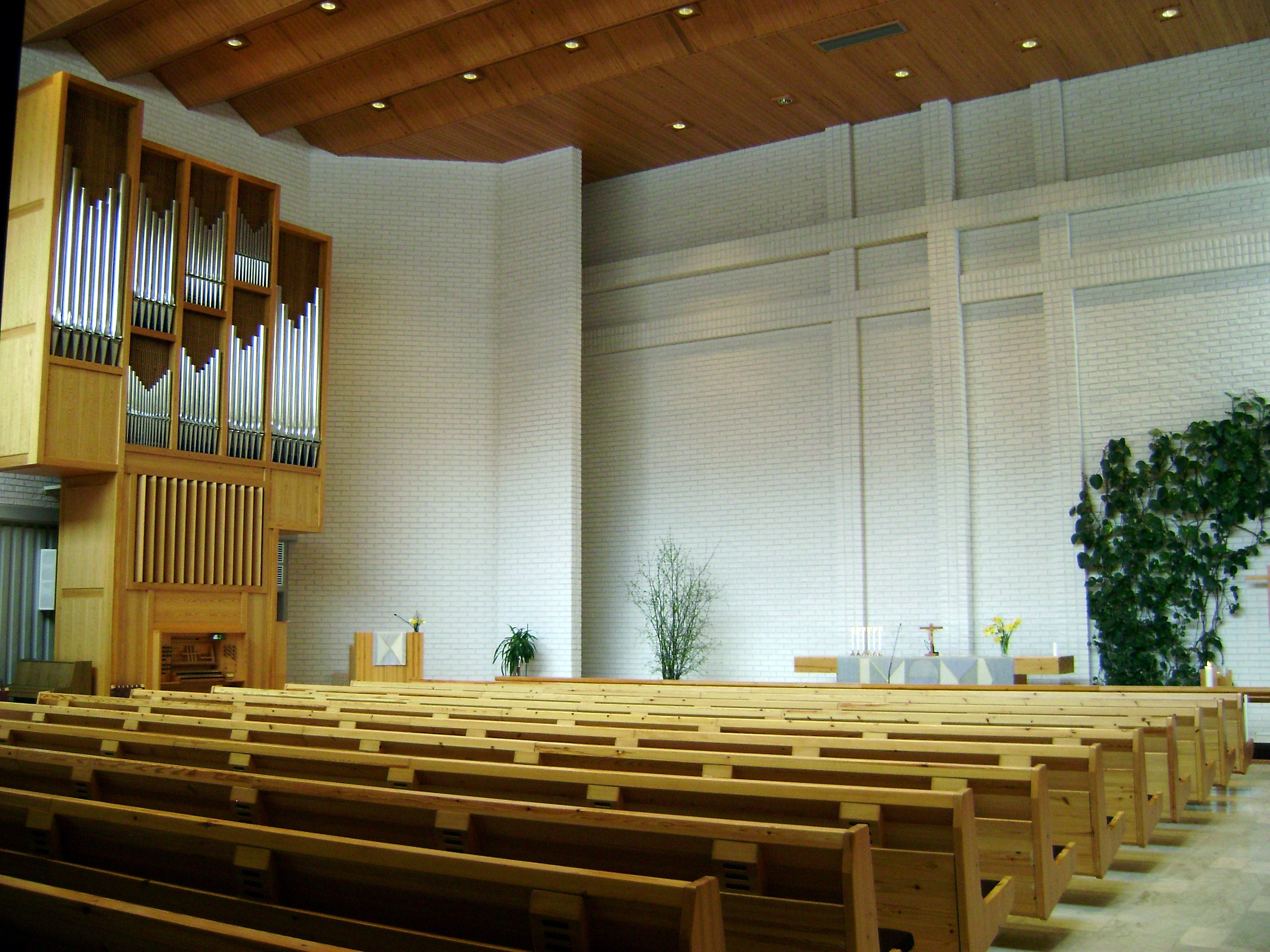
La nef.

L'église Kallavesi est située dans le quartier de Jynkkä. 
Sa construction s'achève en 1983 et elle est inaugurée le 2 octobre 1983, le   jour de Michel. 
L'église a été conçue par l'architecte Pertti Pakkala.
L'édifice abrite aussi une salle paroissiale polyvalente.